# Wadera

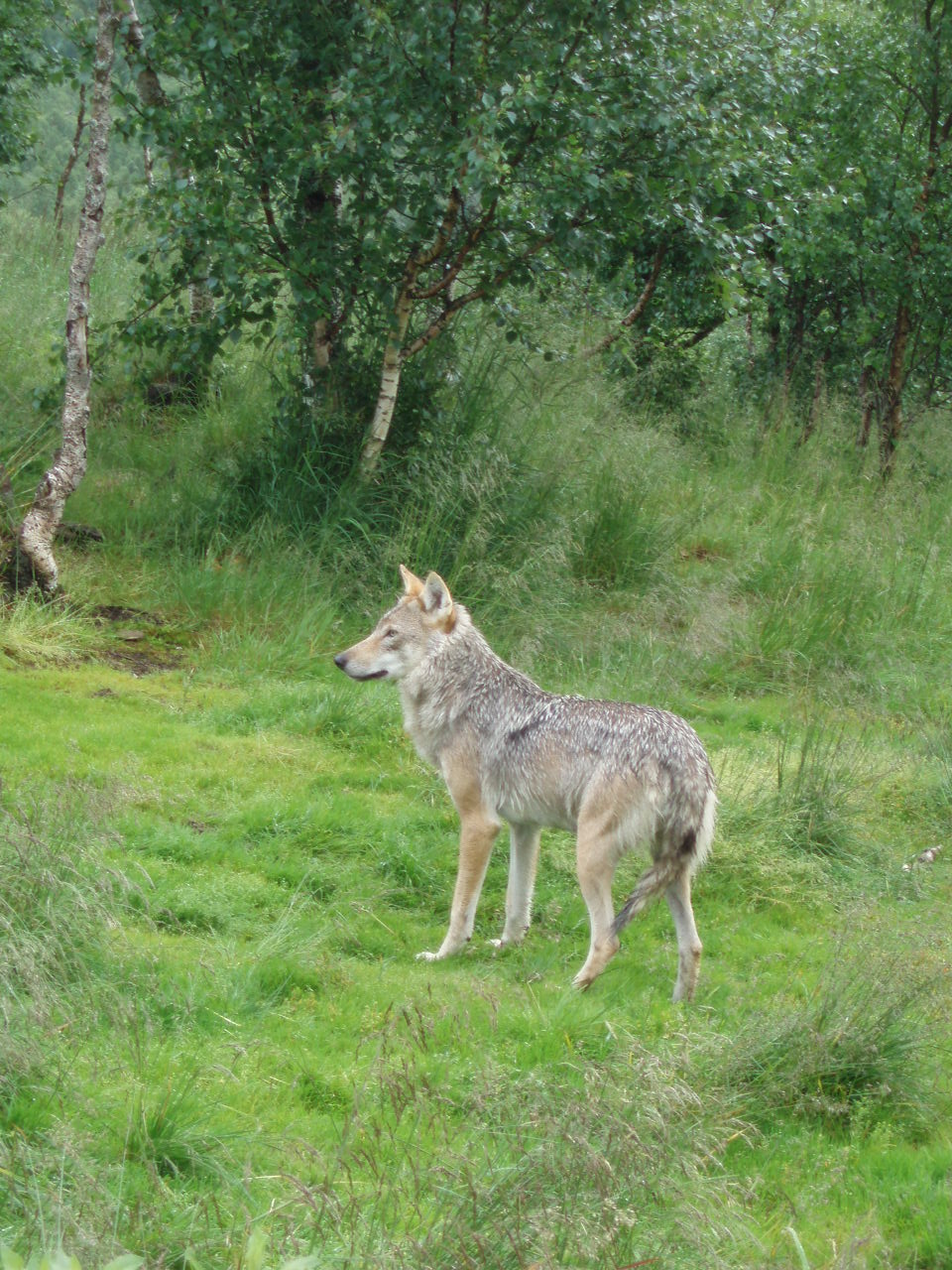
Samica wilka.

Wadera – samica wilka, wilczyca. Jest mniejsza i lżejsza od samca (basiora). Wadery osiągają dojrzałość płciową w drugim roku życia. Do rozrodu przystępują jedynie samice najwyżej stojące w hierarchii watahy, czasami tylko dominująca w stadzie samica alfa. Ciąża wadery trwa 60–65 dni. W miocie jest zwykle 4–6, maksymalnie 12 młodych. Wychowaniem młodych zajmują się oboje rodzice, a ich pozycja w stadzie, zwłaszcza społeczny status wadery, ma wpływ na późniejszą pozycję społeczną młodych.